# Parastegana
Parastegana är ett släkte av tvåvingar som ingår i familjen daggflugor.

## Arter
- Parastegana drosophiloides
- Parastegana femorata
- Parastegana maculipennis